# Semiothisa semivirgata
Semiothisa semivirgata là một loài bướm đêm trong họ Geometridae.